# Bracon breviusculus
Bracon breviusculus är en stekelart som först beskrevs av Wesmael 1838.  Bracon breviusculus ingår i släktet Bracon och familjen bracksteklar. Arten är reproducerande i Sverige. Utöver nominatformen finns också underarten B. b. loitchensis.